# На підводі (оповідання)
«На підводі» (рос. На подводе) — оповідання А. П. Чехова, вперше опубліковане у 1897 році.

## Сюжет
Оповідання розпочинається з того, що головна героїня розповіді — Мар'я Василівна, сільська вчителька середнього віку, о пів на дев'ятій ранку вирушає з міста, де вона зазвичай отримувала зарплатню, до глухого провінційного села В'язов'я (рос. Вязовье) у якому знаходиться школа де вона вже 13 рік живе і працює. Динаміка сюжету оповідання зв'язана з рухом підводи (воза), на якій їдуть Мар'я Василівна та небагатослівний, старий Семен, що править конем. Автор при цьому розпочинає оповідання з майстерного опису гарної квітневої погоди, що настала після довгої та холодної зими. Проте сама Мар'я Василівна, зовсім не помічаючи навколишньої краси, заглиблена в свої тривожні думки. У далекому минулому, в ранньому дитинстві до 10 років вона щасливо жила з батьками у просторій квартирі у Москві біля Красних воріт. Після смерті батька і матері у неї лишився брат офіцер, з яким деякий час вона листувалася, але невдовзі він втратив до неї інтерес і перестав відповідати на листи. Таким чином, вона стала зовсім одинокою жінкою. Життя до того, як вона пішла на вчителювання, здавалося їй невиразним і розмитим сном. ЇЇ розум майже повністю був зайнятий тривожними думками, пов'язаними з виконанням своїх обов'язків. Очевидно, що до такого затьмареного психологічного стану та гіркої долі бідолашну жінку поступово привела грубість та невігластво навколишнього суспільства. Зокрема керівництво села та опікун школи цинічно розкрадали кошти, що виділялись на школу, і вчителька повинна була збирати з учнів гроші на дрова та власноруч прибирати. Місцеві жителі та діти зневажливо ставились до неї і думали, що більшість з тих грошей, які збирала з учнів, вона забирала собі. Гірка доля, та найбільше грубість навколишніх давно вже підломили характер жінки. Її зовнішність втратила красу і привабливість.
У дорозі їх наздоганяє коляска з четвіркою коней, на який їде місцевий поміщик Ханов. Цей чоловік вже почав старіти, проте Мар'я Василівна до себе відзначає, що він має гарну зовнішність. Ханов живе без сім'ї, не займається нічим істотним у житті і ні до чого не прагне, схильний до пияцтва, легковажний, проте добрий та ввічливий чоловік. Вона не розуміє як він може так бездарно жити далеко від великих міст. Їй спадає на думку, що в них обох одиноке життя, проте їх доля вже не перетнеться ніколи — так як вона навіть не може уявити себе в образі дружини. Її свідомість знову занурюється у глибину тривожних думок, пов'язаних зі школою.
Зупинившись по дорозі в шинку, Мар'я Василівна п'є чай, навкруги лунають грубі розмови мужиків напідпитку. Вирушивши далі, під вечір на їх шляху трапляється розлитий паводком струмок і перетинаючи його на глибокому місці, підводу заливає холодною водою — Мар'я Василівна замочує ноги, одяг та речі. На залізничному переїзді повз них проїжджає кур'єрський поїзд. В одному з вагонів першого класу вона на мить ніби вгадала свою матір. Холод та втома даються взнаки і її розум починає занурюватись в те щасливе дитинство, яке їй здавалося далеким та невиразним сном, вона кличе матір і на мить відчуває себе щасливою, як в далекому дитинстві, забуває про всі тривоги, тяжке життя вчительки їй здається в цей час лише сном. Саме в цю мить до них під'їхала коляска Ханова. Мар'я Василівна посміхається йому, уявляє щастя, якого не було, та радісно киває як рівна. Проте за мить поїзд проїхав, а грубі голоси навколишніх зривають її видіння і знову повертають у світ безвиході.

## Історія публікації
Оповідання було написане в листопаді 1897 року, під час перебування Чехова в Ніцці. Вперше розповідь була опубліковано в № 352 газети «Русские ведомости» 21 грудня 1897 року. Василь Соболевський, головний редактор газети, попросив автора прибрати з оповідання згадку про Миколу Олексійовича, міського голову Москви, убитого в 1893 році. Чехов прибрав цей уривок, але пізніше його відновив.
Трохи змінена версія тексту «На підводі» була опублікована в 1898 році у другому виданні благодійного літературного збірника під назвою «Братська допомога постраждалим в Туреччині вірменам». Згодом, з дрібнішими правками, Чехов включив оповідання в дев'ятий том свого зібрання творів, опублікованого Адольфом Марксом у період з 1899—1901.